# Podgora
Podgora je opčina ležící ve Splitsko-dalmatské župě v Chorvatsku, situované na pobřeží Jaderského moře 65 km jižně od Splitu a 135 km severně od Dubrovníku. Je součástí Makarské riviéry. Žije zde (dle sčítání lidu z roku 2011) 2 518 obyvatel.
Ekonomika Podgory je založena na cestovním ruchu. Se čtyřmi hotely má 4krát více pokojů než stálých obyvatel.[zdroj?]

## Sídla
Kromě vlastního města opčina zahrnuje také sídla Drašnice, Gornje Igrane, Igrane a Živogošće.

## Historie
Podgora byla poprvé písemně zmíněna v roce 1571 po námořní bitvě u Lepanta, ve které křesťanské válečné loďstvo s přispěním Benátek porazilo loďstvo Osmanské říše. Po tomto vítězství získaly Benátky 30 přímořských osad v Dalmácii včetně Podgory.
Ještě v 19. století byla Podgora zmiňována jako malá rybářská vesnice. Je rodištěm Dona Mihovila Pavlinovice, kněze, politika a spisovatele; prvního, kdo v dalmatském parlamentu hovořil chorvatsky a požadoval sjednocení Dalmácie a tehdejšího Chorvatska. Za druhé světové války bylo v Podgoře zřízeno první partyzánské námořnictvo, na jehož počest byl nad zdejším přístavem postaven památník.